# Mandeville (Neuseeland)
Mandeville ist eine kleine Siedlung im Gore District der Region Southland auf der Südinsel von Neuseeland.

## Geographie
Die Siedlung befindet sich rund 15 km nordwestlich von Gore in den Waimea Plains. Neben verschiedenen Streams, die die Siedlung passieren, streift der Mataura River die Siedlung an ihrer Ostseite. Durch Mandeville führt der New Zealand State Highway 94, der die Siedlung mit Gore verbindet.

## Flugplatz
In der Siedlung befindet sich Flugplatz Mandeville Aerodrome (ICAO:NZVL) mit einer 980 m langen und 60 m breiten Gras-Start- und Landebahn. Auf dem Flugplatz hat der Croydon Aviation Heritage Trust seinen Sitz, der sich die Restaurierung historischer Flugzeuge zur Aufgabe gemacht hat.